# Recalcador
El recalcador era un utensilio que se empleaba cuando aparecieron las primeras espoletas. Era de madera y tenía un rebajo para que se adaptara bien a la cabeza de las espoletas sobre las cuales se ponía cuando debían recalcarse o golpearse con el mazo de madera para asentarlas debidamente en los proyectiles.
También se usan otros recalcadores en los talleres de artillería y son el de cuña y el de mano de almirez, que sirven para apretar y acomodar la arena en las cajas de moldear los proyectiles.